# Kelayang
Kelayang is een bestuurslaag in het regentschap Indragiri Hulu van de provincie Riau, Indonesië. Kelayang telt 1530 inwoners (volkstelling 2010).